# Дамодар Дас Арора
Дамодар Дас Арора (в.-пандж. ਦਮੋਦਰ ਦਾਸ ਅਰੋੜਾ, з.-пандж. دمودر داس اروڑا) — панджабский поэт, родом из округа Джанг. Он известен своим поэтическим переложением истории Хира и Раджны, Хир Дамодар, ставшим первой панджабиязычной версией романтической легенды. Поэма была практически неизвестна до 1927 г.
Поэт утверждал, что он был современником Хира и Раджны и непосредственно наблюдал за развитием их истории, как он пишет об этом в поэме:
- Akh Damodar Akheen Dittha Howan Laggi Larai.
- آکھ دمودر اکھیں ڈٹھا ھوون لگی لڑائ
- ਆਖ ਦਮੋਦਰ ਆਖੀਂ ਢਠਾ ਹੋਵਞ ਲਗੱੀ ਲਝਾਈ

Однако анализ языка поэмы говорит о том, что Дамодар Дас Арора жил в конце XVIII в. или в начале XIX в., а история Хира и Раджны относится к правлению падишаха Акбара.